# Diego de Siloé

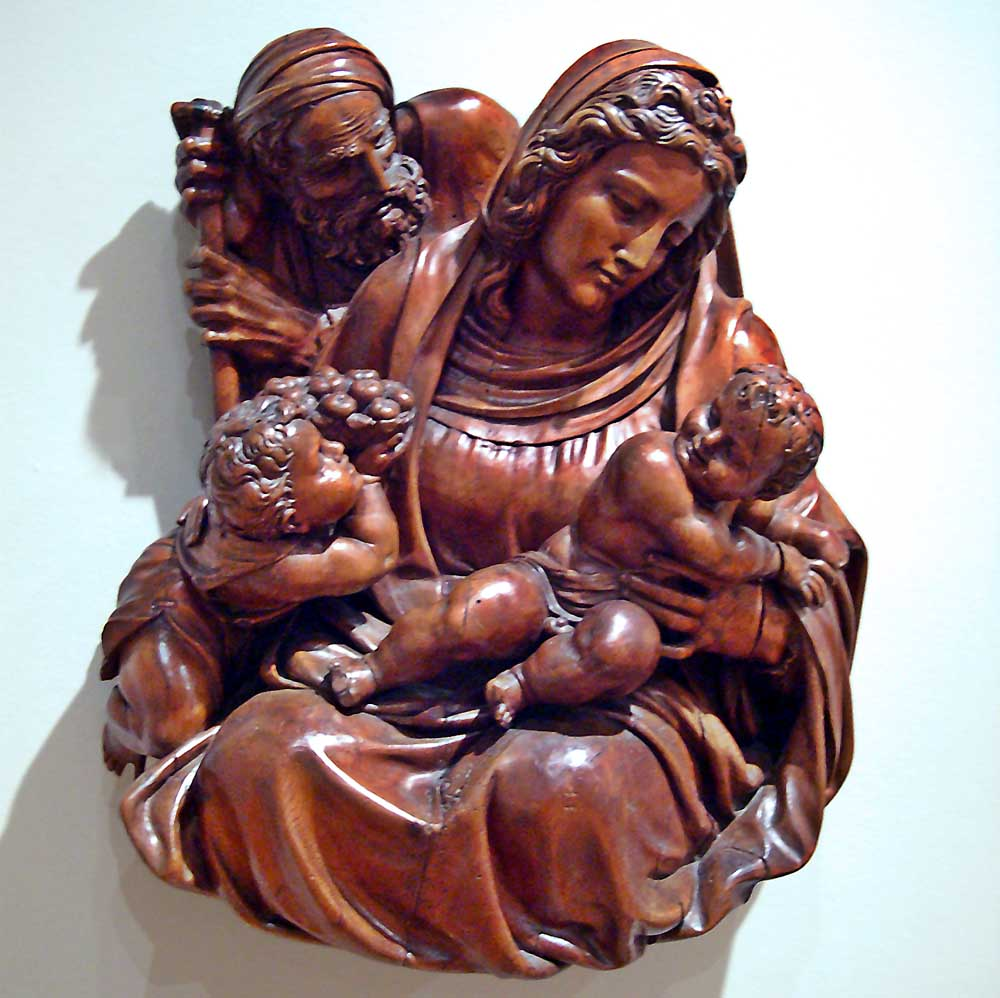
Sagrada Familia
Obra de Diego de Siloé actualmente no Museu Nacional Colégio de São Gregório de Valladolid.

Diego de Siloé, também citado pelos historiadores como Diego de Siloe, (Burgos, 1495 — 1563), arquitecto e escultor espanhol, um dos primeiros artistas do renascimento no seu país.

## Biografia
Filho de Gil de Siloé, importante escultor do Gótico tardio,  iniciou sua carreira em Burgos. A sua primeira grande encomenda, e uma das suas obras primas, foi a Escada Dourada da Catedral de Burgos.
Em 1528, mudou-se para Granada onde construiu suas obras mais ambiciosas, o Mosteiro de São Jerónimo e a Catedral.
Em Úbeda projeou a Capela do Salvador que foi construida por Andrés de Vandelvira. 